# Kimberly Kane
Pour les articles homonymes, voir Kane.
Kimberly Kane est le nom de scène d'une actrice et réalisatrice américaine de films pornographiques.

## Biographie
Kimberly Kane naît le 28 août 1983 à Tacoma, Washington, États-Unis.
Elle est fiancée au réalisateur de films pornographiques Jack the Zipper (en) pendant plus de deux ans avant qu'ils se séparent en 2006. Kane dit que sa meilleure amie est l'actrice de films pornographiques Ashley Blue.
Elle ne porte pas de tatouage mais a fait percer ses deux mamelons.

## Carrière
Kane commence sa carrière dans la pornographie en 2003.
Son premier film impliquant la sodomie paraît en 2006.
Après avoir travaillé comme assistante réalisatrice avec Jack the Zipper sur le film Naked and Famous!, elle décide d'infléchir sa carrière<. Sa première réalisation à part entière s'intitule Triple Ecstasy, un film alt porn produit par Vivid.
En 2010, elle paraît dans un spot télévisé pour le compte de la Free Speech Coalition. Elle y traite du piratage de contenus pornographiques sur Internet, . Le spot, intitulé "FSC All-Star Anti-Piracy PSA,", regroupe, aux côtés de Kane, de nombreux acteurs de films X tels que Lisa Ann, Julie Meadows, Joanna Angel, Ron Jeremy, ainsi que les actrices Alektra Blue et Kaylani Lei sous contrat avec les studios Wicked Pictures.
Kimberly Kane a tourné pas moins de 245 films en tant qu'actrice et 6 en tant que réalisatrice en sept ans de carrière.

## Récompenses
- 2006 : AVN Award : Best Group Sex Scene in a Video (Meilleure scène vidéo de groupe) pour Squealer
- 2006 : AVN Award : Best Oral Sex Scene in a Video (Meilleure scène vidéo de fellation) pour Squealer[9]
- 2009 : AVN Award : Best All-Girl 3-Way Sex Scene (Meilleur trio saphique) pour Belladonna's Girl Train partagé avec Aiden Starr et Belladonna[10]
- 2010 : AVN Award : Best Actress (Meilleure actrice) pour The Sex Files: A Dark XXX Parody[11]
- 2010 : XBIZ Award : Acting Performance of the Year, Female (Meilleure interprétation de l'année, catégorie actrice) pour The Sex Files: A Dark XXX Parody[12]
- 2010 : XRCO Award Meilleure actrice (Single Performance, Actress) pour The Sex Files: A Dark XXX Comedy[13]
- 2011 : XRCO Award Meilleure actrice (Best Actress)[14]
- 2011 : AVN Award : Best Three-Way Sex Scene (G/G/B) pour The Condemned[15]

## Filmographie sélective
- 2004 : No Man's Land 39
- 2004 : Pussy Party 2
- 2004 : Pussyman's Decadent Divas 23
- 2006 : The Violation of Cindy Crawford
- 2006 : The Violation of Tory Lane
- 2007 : The Violation of Chelsea Rae
- 2007 : The Violation of Trina Michaels
- 2007 : The Violation of Alicia Angel
- 2008 : Evil Pink 4
- 2009 : Big Wet Asses 15
- 2010 : Batman XXX: A Porn Parody : Lisa Carson
- 2010 : The Big Lebowski: A XXX Parody : Maude Lebowski
- 2011 : Cherry 2
- 2012 : Couples Seeking Teens 10
- 2013 : Lesbian Office Seductions 9
- 2014 : Lesbian Public Sex Fetish
- 2014 : Sisters Of Anarchy
- 2014 : Yoga Girls 2 (de)
- 2015 : Lesbian Librarians
- 2016 : Lesbian Anal Sex Slaves 2
- 2017 : Girls Girls Girls 2 (compilation)
- 2018 : Girl On Girl 3 (compilation)